# Galgenbergi vénusz
A galgenbergi vénusz az ausztriai Stratzing és Krems-Rehberg települések közigazgatási határán, a Galgenberg-dombon került elő 1988. szeptember 23-án. Körülbelül 36 000 éves, és a 2008-ban talált Hohler Fels-i vénusz után a második legrégebbi idol. A Hohler Fels-i vénuszhoz hasonlóan nem a gravetti kultúra terméke, hanem még az azt megelőző aurignacié.
A szobrocska szerpentinitből faragott, 72 mm magas, 10 g tömegű. A kő helyben található. Háta lapos, kidolgozatlan. Mozgás közben ábrázolták, becenevét is innen kapta: Fanny, az Akasztófa-domb táncos vénusza (Fanny Elssler után).
A leletet a bécsi Naturhistorischen Museumban állították ki.

## Külső hivatkozások
- galgenbergi vénusz Aeiou Encyclopedia
- A feltárásról